# Egbert van der Poel
Egbert van der Poel (Delft, 9 de marzo de 1621 - Róterdam, 19 de julio de 1664) fue un pintor de paisajes y géneros del Siglo de Oro neerlandés, hijo de un orfebre de Delft.

## Vida
Van der Poel pudo haber sido alumno de Esaias van de Velde y de Aert van der Neer. Según la RKD, era hermano del pintor Adriaen Lievensz van der Poel y alumno de Cornelis Saftleven en Róterdam. Van der Poel se registró en el Gremio de San Lucas en Delft el 17 de octubre de 1650, donde figura como pintor de paisajes. En 1651, van der Poel se casó con Aeltgen Willems van Linschooten en Maassluis, cerca de Róterdam y tuvieron un hijo y tres hijas.
Sus pinturas más famosas representan la explosión del polvorín de Delft del 12 de octubre de 1654 y sus secuelas; él y su esposa vivían en el área en ese momento y una de sus hijas fue enterrada dos días después, se desconoce si el deceso fue debido a heridas sufridas en la tragedia. Murió en Róterdam en 1664.